# 奈解尼師今

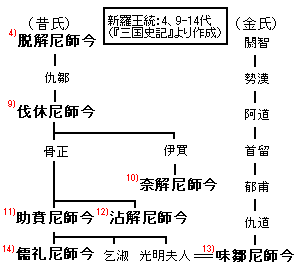
三国史记中的新罗国世系

奈解尼師今（？—230年），新羅第10代君主，父為伐休尼師今與紫凰夫人之次子伊買，母為祗摩王與愛禮王后之女內禮夫人。奈解王之祖父伐休尼師今薨，前王太子骨正及次子伊買先死，而太孫助賁尚幼少無子，乃立伊買之子奈解為君主。 在位期間與伽倻關係良好、但與百濟征戰頻仍，互有勝負。 
奈解尼師今薨，伐休尼師今長男骨正太子與玉帽夫人金氏之子助賁尼師今繼位。

## 家庭
- 祖父：第9任国王伐休尼師今
  - 父亲：昔伊買
- 外祖父：第6任国王祇摩尼师今
- 外祖母：愛禮夫人 金氏，摩帝葛文王之女
  - 母亲：內禮夫人，原为阿達羅尼師今之妻
    - 夫人：水老夫人 昔氏
      - 女儿：阿爾兮夫人
      - 女婿：第11任国王助賁尼師今
        - 外孙: 昔乞淑
          - 曾外孙: 第15任国王基临尼师今

      - 儿子：昔于老
        - 孙子：第16任国王讫解尼师今

      - 儿子：昔利音，葛文王
        - 孙女：奈召夫人
        - 孙女婿：第11任国王助贲尼师今
          - 曾外孙：第14任国王儒礼尼师今